# Skałka
La basilica di San Michele Arcangelo e Santo Stanislao, comunemente detta Skałka ("piccola roccia") e in italiano anche "chiesa sulla roccia", è un'antica chiesa di Cracovia, in Polonia. Presso la chiesa sorge anche il monastero dei Paolini ed un monumento che ricorda il martirio del vescovo di Cracovia santo Stanislao. Nella cripta della chiesa sono sepolti vari personaggi illustri della storia della Polonia, tra cui Jan Długosz, Stanisław Wyspiański, Karol Szymanowski, Ludwik Solski e Czesław Miłosz.
La chiesa sorge su un rilievo sull'argine della Vistola, nella zona di Kazimierz, una volta città indipendente e in seguito diventato quartiere di Cracovia. Costituisce uno dei monumenti principali della città ed è meta di pellegrinaggi, tra cui la visita di papa Giovanni Paolo II del 1979.

## Storia e descrizione

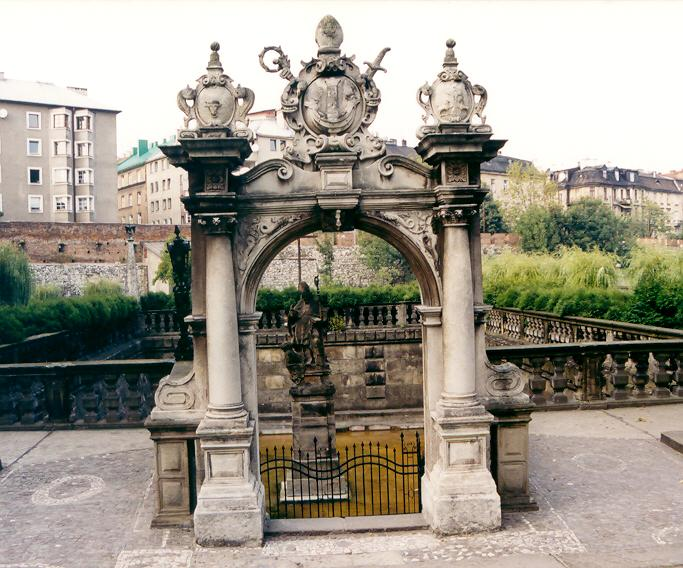
L'arco che conduce alla vasca del martirio di San Stanislao

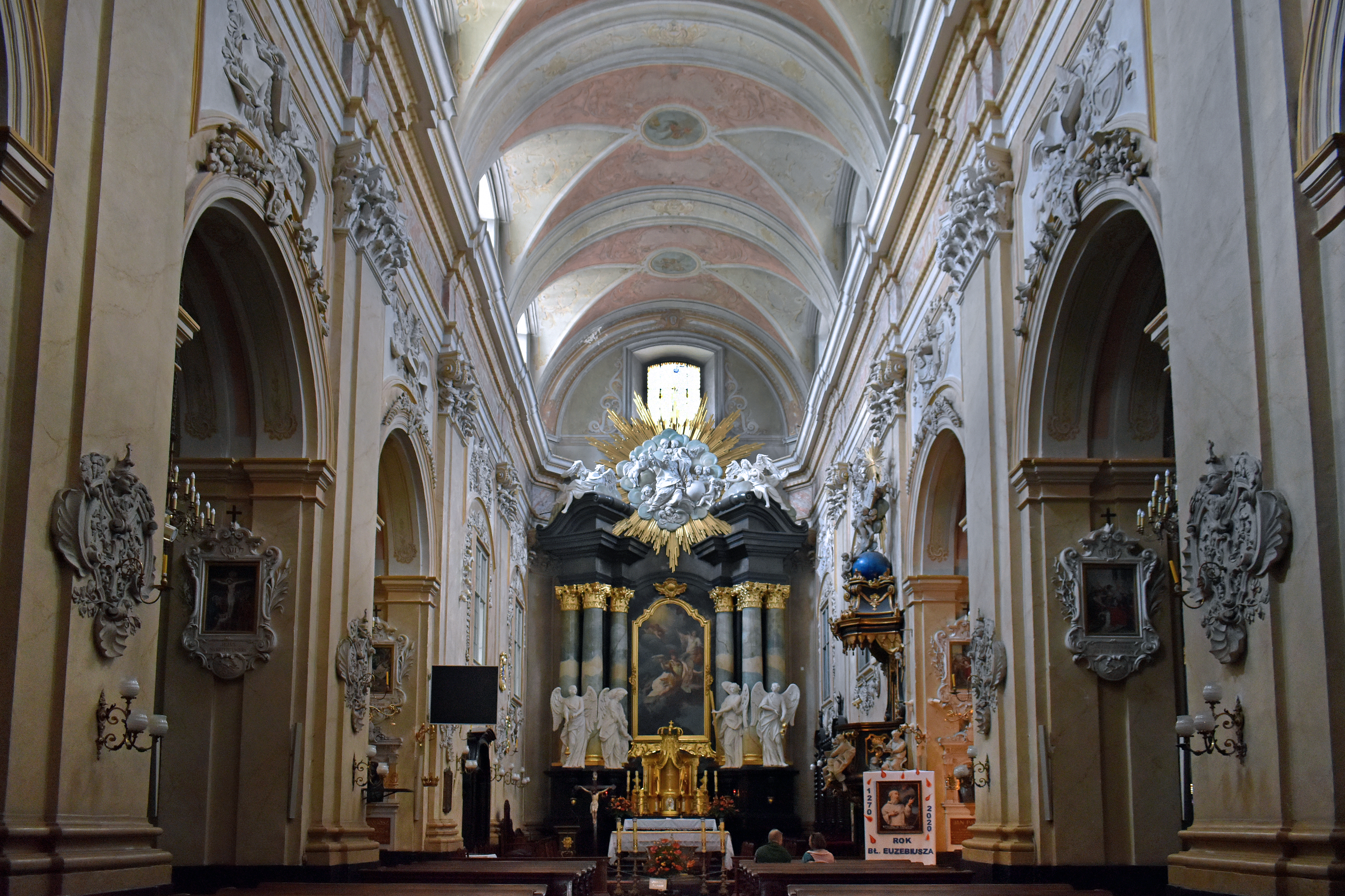
L'interno

Secondo la tradizione, il vescovo di Cracovia Stanislao fu fatto uccidere per ordine del re polacco Boleslao II nel 1079 mentre celebrava messa nella chiesa di San Michele, che sorgeva al posto dell'attuale chiesa. Il suo corpo, mutilato e dato in pasto ai cani dagli emissari di Boleslao, venne recuperato dai canonici, sepolto in San Michele e successivamente traslato nella cattedrale del Wawel di Cracovia (1088). Secondo la leggenda, il corpo del santo venne fatto a pezzi ed essi furono gettati in uno stagno ma gli arti si riunirono poi miracolosamente; la vasca monumentale vicino alla chiesa ricorda appunto questo episodio e i poteri curativi della fonte che le dà acqua sono attribuiti ai poteri miracolosi di santo Stanislao. Stanislao fu poi proclamato santo nel 1253.
Poco dopo la canonizzazione, la chiesa divenne importante meta di pellegrini e nel XIV secolo re Casimiro il Grande fece costruire una chiesa in stile gotico al posto della precedente romanica; nel 1472 il vescovo di Cracovia Jan Długosz invitò i monaci di San Paolo primo eremita (Paolini) a Cracovia ed essi divennero custodi della chiesa; nel 1480 Jan Długosz fu sepolto nella stessa.
Nel 1657 la chiesa fu completamente distrutta dagli svedesi ma circa 70 anni dopo essa venne ricostruita, questa volta in stile barocco. Il nuovo progetto fu proposto da Antonio Münz e più tardi rivisto da Antonio Solari. Gli interni furono progettati da Wojciech Rojowski. Sull'altare maggiore vi è un dipinto di Tadeusz Kunce Konicz raffigurante San Michele, primo patrono della chiesa.
Nella navata sinistra vi è l'altare di Santo Stanislao, dove un pezzo di roccia, protetto da un vetro, è secondo la tradizione parte del blocco di pietra dove fu decapitato il santo. Vicino all'altare vi è un busto di Jan Długosz.
Negli altri altari vi sono varie opere raffiguranti Santa Barbara, patrona dei minatori, San Paolo, San Giovanni Nepomuceno, la Sacra Famiglia e una Madonna nera, come nel santuario di Częstochowa, anch'esso custodito dai monaci Paolini.
Vicino alla chiesa sorge anche l'"altare del terzo millennio", un insieme di statue erette nel 2007 per onorare alcune personalità religiose legate alla città, tra cui Giovanni Paolo II e santo Stanislao.

## La cripta

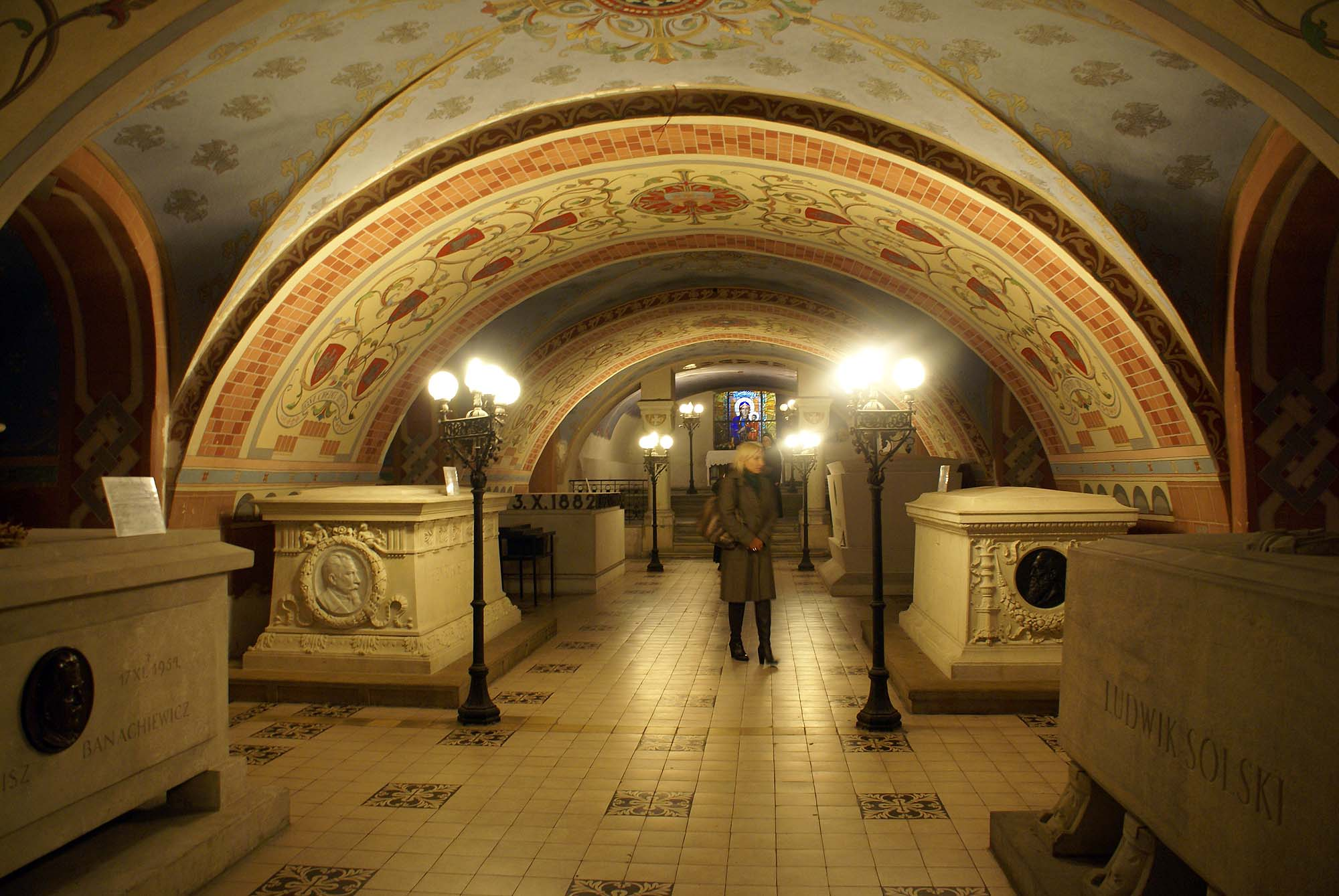
La cripta

Nel 1880, in occasione del 400º anniversario della morte di Jan Długosz, fu proposto di creare un "pantheon nazionale": un luogo in cui seppellire personaggi illustri. La cripta sottostante la chiesa, Krypta Zasłużonych ("cripta dei meritevoli") - visitabile a pagamento - ospita quindi i sepolcri di 13 personalità:
- Jan Długosz (1415–1480), religioso, diplomatico e storico
- Wincenty Pol (1807–1872), poeta e geografo, esponente del Romanticismo
- Lucjan Siemieński (1809–1877), poeta, scrittore e patriota
- Józef Ignacy Kraszewski (1812–1887), scrittore
- Teofil Lenartowicz (1822–1893), poeta e scultore
- Adam Asnyk (1838–1897), poeta, drammaturgo e patriota
- Henryk Siemiradzki (1843–1902), pittore
- Stanisław Wyspiański (1869–1907)  pittore, poeta, architetto e drammaturgo
- Jacek Malczewski (1854–1929), pittore
- Karol Szymanowski (1882–1937), compositore e pianista
- Ludwik Solski (1855–1954), attore e direttore teatrale
- Tadeusz Banachiewicz (1882–1954), astronomo e matematico
- Czesław Miłosz (1911–2004), poeta e saggista, vincitore del Premio Nobel per la letteratura